# 須賀原洋行

須賀原 洋行（すがはら ひろゆき、男性、1959年 - ）は、日本の漫画家。福井県出身。愛知県名古屋市在住。

## 概要
1982年に立命館大学文学部哲学科を卒業、公務員として郵政省電波監理局に勤務する。1984年（昭和59年）に『く、くらいっ……』で漫画家デビュー。同年、『コミックモーニング』の第11回「コミックオープン」に応募した「気分は形而上 気分はくらいマックス」が佳作を受賞し、同誌で『気分は形而上』の連載を開始した。公務員の副業禁止規定に伴い電波監理局を退職し、専業漫画家となる。
作風は『非存在病理学入門』に代表される様々な人々の行動を「作者の目」を通して奇異な行動のように変換して描いていくもの、『よしえサン』に代表される日常の平凡な生活をモチーフとしたものに「作者の目」を通す事で通常と異なる「ホホホ」（作中造語）な行動をとっているように描くものの2つに大きく分かれるが、人気を博したものは後者の実話をベースにアレンジした日記形式のもので、多くは日記漫画の定番といえるショートコミック形式である。4コマ漫画家としてデビューした後、『よしえサン』の連載以降ショートコミック形式の作品が多くなっており、最近の連載では1ページ当たりに均等割りした6コマ程のコマ割りとなっている。
漫画家の岩明均とは『それはエノキダ!』連載当時は、同時期に『月刊アフタヌーン』に連載していたこともあり親交があった様で、『寄生獣』の単行本巻末においては、岩明をモチーフにした読切作品『寄生OL』が掲載された。『それはエノキダ!』の単行本で、主人公の「榎田保」の内面的なモデルは過去に関わった担当編集者であるとコメントしているが、キャラクターデザインは、前述の『寄生OL』で描かれた岩明均のものを借用している（現在も交流が続いているかは不明）。
2013年10月、『よしえサン』他のキャラクターのモデルになった5歳年下の妻（よしえ）が、乳ガンからの転移性脳腫瘍で亡くなっていることを連載中の漫画の中で明かした。
深浦康市と羽生善治をモチーフとした「将棋星人」のジョークは須賀原自身の投稿が初出であると主張している。

## 作品
- いつでも辞めてやるっ - 『時事【悶絶】ジャーナリズム』に収録
- よしえサン - 全8巻（文庫版全5巻） 絶版
- よしえサンち - 全3巻 絶版
- 実在ニョーボよしえサン日記（竹書房『本当にあった愉快な話』）全5巻
- よしえサン日記2 クッキングダンナ（竹書房『本当にあったゆかいな話』→『本当にあったゆかいな話芸能ズキュン!』→『本当にあった愉快な話』、連載中）
- 大合作
- それはエノキダ! - 全7巻 絶版
- 気分は形而上 - 全19巻 絶版
- 非存在病理学入門 - 全4巻 絶版
- あんたのせいだっ - 全1巻
- わかりあえない人々 - 全1巻 絶版
- 個人のモンダイ
- 小学校の先生よっ
- 新釈うああ哲学事典 - 全上下巻
- うああ心理学入悶（扶桑社『SPA!』連載終了）（単行本では『時事【悶絶】ジャーナリズム』となっている。）第1巻- 2巻は単行本化の予定なし
- 真剣十代さぼり場（『中日新聞』火曜朝刊「高校生★News」、2013年3月26日まで連載）
- ゴキちゃん（『コミックボンボン』）全2巻
- 実在ガキんちょ日記（竹書房『まんがズキュン! 本当にあった仰天スクープ』）
- 実在ゲキウマ地酒日記（『イブニング』『モーニング食』）全2巻 - 劇中のメインキャラクターだった作者の妻は連載の途中で他界していたが、その事実は最終回まで伏せられていた。
- 天国ニョーボ（小学館『ビッグコミックスペリオール』）全4巻 - 作者の漫画家生活を支えた妻、ヨシエの死去後に発表された闘病記。第1巻は死去後に「天国ニョーボ」となったヨシエや息子たちとの生活を空想的に、第2巻以降は乳がんの発見から始まる闘病生活を、患者の夫と言う視点から独自の哲学的要素を交えつつ描く。
- まんが学術文庫（講談社）
  - 現象学の理念（原作：フッサール）
  - 変身（原作：カフカ）
  - 異邦人（原作：カミュ）
- 居酒屋まるよ（文友舎『EX MAX!』、2018年3月号 - 連載中） -  毎回、著名人に酷似した人物が客として訪れ、その人物にちなんだ料理を提供する。調理シーンはリアルなタッチの描写に詳細な説明が付く。客には料理に合う地酒なども合わせて出す。